# José Luis Matesanz
José Luis Matesanz (Madrid, 1930) és un editor cinematogràfic espanyol. Va començar en el món de l'edició i muntatge cinematogràfic als disset anys, i va escalar des de baix fins a arribar a especialitzar-se professionalment. El 1955 fou ajudant de Julio Peña i el 1959 arribà a muntador en cap. Va treballar habitualment per a Rafael Gil, Luis García Berlanga i Jaime de Armiñán i Pilar Miró. El 1995 es va jubilar de la professió.

## Muntatges en els quals ha participat
- Tuset Street (1968)
- Oscuros sueños de agosto (1968)
- La guerrilla (1972)
- La semana del asesino (1972)
- El amor del capitán Brando (1974)
- La escopeta nacional (1978)
- El crimen de Cuenca (1980)
- El Nido (1980)
- Patrimonio nacional (1981)
- Nacional III (1982)
- Las autonosuyas (1983)
- Bearn o La sala de les nines (1983)
- Stico (1985)
- Werther (1986)
- Moros y cristianos (1987)
- Juncal (1989)
- El pájaro de la felicidad (1993)[2]

## Premis
39a edició de les Medalles del Cercle d'Escriptors Cinematogràfics
| Categoria       | Pel·lícules                                  | Resultat  |
| --------------- | -------------------------------------------- | --------- |
| Millor muntatge | Las autonosuyas Bearn o La sala de les nines | Guanyador |